# Wanty-Groupe Gobert/2014
Deze pagina geeft een overzicht van de Wanty-Groupe Gobert-wielerploeg in 2014.

## Algemeen
Algemeen manager: Jean-François Bourlart
Ploegleiders: Hilaire Van der Schueren, Steven De Neef, Thierry Marichal, Jean-Marc Rossignon
Fietsmerk: Kuota

## Renners

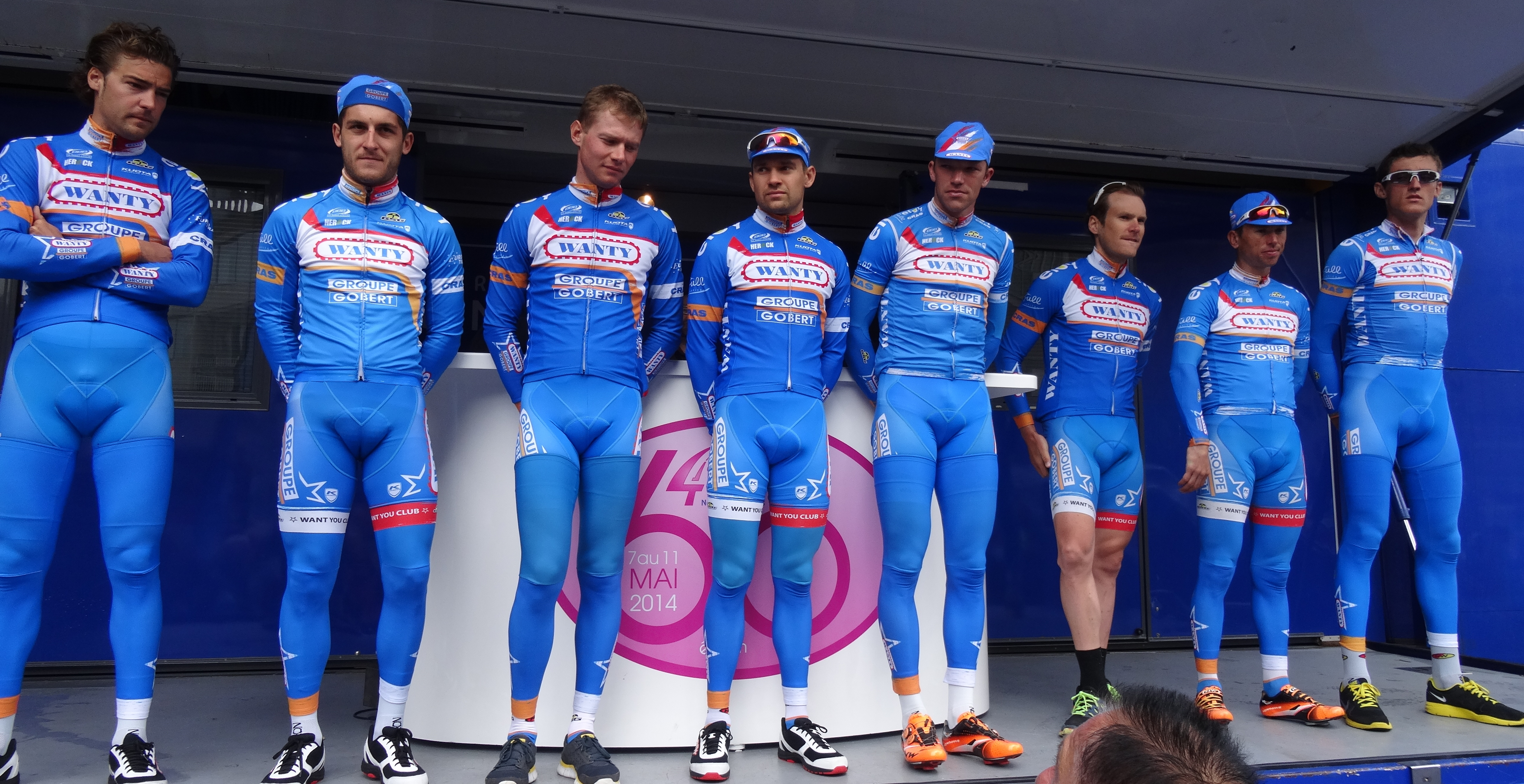

| Naam                | Geboortedatum | Nationaliteit | Ploeg 2013                  |
| ------------------- | ------------- | ------------- | --------------------------- |
| Frederik Backaert   | 13-03-1990    | België        | Neo                         |
| Jérôme Baugnies     | 01-04-1987    | België        | To Win-Josan Cycling Team   |
| Tim De Troyer       | 11-08-1990    | België        |                             |
| Laurens De Vreese   | 29-09-1988    | België        | Topsport Vlaanderen-Baloise |
| Thomas Degand       | 13-05-1986    | België        |                             |
| Jempy Drucker       | 13-09-1986    | Luxemburg     |                             |
| Jan Ghyselinck      | 24-02-1988    | België        | Cofidis                     |
| Jérôme Gilbert      | 22-01-1984    | België        |                             |
| Francis de Greef    | 02-02-1985    | België        | Lotto-Belisol               |
| Gregory Habeaux     | 20-10-1982    | België        |                             |
| Roy Jans            | 15-09-1990    | België        |                             |
| Michel Kreder       | 15-08-1987    | Nederland     | Team Garmin-Sharp           |
| Wesley Kreder       | 04-11-1990    | Nederland     | Vacansoleil-DCM             |
| Björn Leukemans     | 01-07-1977    | België        | Vacansoleil-DCM             |
| Marco Minnaard      | 11-04-1989    | Nederland     | Rabobank Development Team   |
| Danilo Napolitano   | 31-01-1981    | Italië        |                             |
| Fréderique Robert   | 25-01-1989    | België        | Lotto-Belisol               |
| Kevin Seeldraeyers  | 12-09-1986    | België        | Astana                      |
| Mirko Selvaggi      | 11-02-1985    | Italië        | Vacansoleil-DCM             |
| Nico Sijmens        | 01-04-1978    | België        | Cofidis                     |
| Kevin Van Melsen    | 01-04-1987    | België        |                             |
| James Vanlandschoot | 26-08-1978    | België        |                             |
| Frederik Veuchelen  | 04-09-1978    | België        | Vacansoleil-DCM             |
| Stagiairs           |               |               |                             |
| Alexander Maes      | 20-06-1993    | België        | BVC-Soenens                 |
| Lander Seynaeve     | 29-05-1992    | België        | EFC-Omega Pharma-Quick Step |

## Overwinningen
La Tropicale Amissa Bongo
2e etappe: Jérôme Baugnies
3e etappe: Roy Jans
6e etappe: Fréderique Robert
7e etappe: Fréderique Robert
Bergklassement: Marco Minnaard
Puntenklassement: Roy Jans
Driedaagse van West-Vlaanderen
Puntenklassement: Danilo Napolitano
Omloop van het Waasland
Winnaar: Danilo Napolitano
Driedaagse van De Panne-Koksijde
Bergklassement: Tim De Troyer
Ronde van Picardië
Ploegenklassement
World Ports Classic
Ploegenklassement
Tour des Fjords
1e etappe: Jérôme Baugnies
2008 · 2009 · 2010 · 2011 · 2012 · 2013 · 2014 · 2015 · 2016 · 2017 · 2018 · 2019 · 2020 · 2021 · 2022 · 2023 · 2024 · 2025